# Al-Okhdood Football Club
Maillots
Actualités
Al-Okhdood Football Club (en arabe : نادي الأخدود), plus couramment abrégé en Al-Okhdood, est un club saoudien de football professionnel fondé en 1976 et basé dans la ville de Najran.

## Histoire
Fondé en 1976, le club a remporté le championnat de troisième division saoudienne (en) à deux reprises en 1992 et plus récemment en 2021. Outre le football, le club comprend également divers autres départements, notamment le karaté, le handball, le taekwondo, le volley-ball, le water-polo, le basket-ball et le cyclisme. Le nom du club fait allusion aux Gens du Fossé mentionnés dans le Coran.

## Palmarès
| \| - Championnat d'Arabie saoudite D3 (en) (2) : - Champion : 1991-92, 2020-21. \| \| - Championnat d'Arabie saoudite D4 (en) (2) : - Champion : 2003-04, 2017-18. \| |  |                                                                              |
| - Championnat d'Arabie saoudite D3 (en) (2) : - Champion : 1991-92, 2020-21.                                                                                          |  | - Championnat d'Arabie saoudite D4 (en) (2) : - Champion : 2003-04, 2017-18. |